# Assou Canal
Assou Canal es una localidad de Santa Lucía que forma parte del distrito de Gros Islet.

## Toponimia
La localidad también es conocida por el nombre de Grande Riviere/Assou Canal.